# Târgu Lăpuș
Târgu Lăpuș [ˈtɨrgu ləpuʃ] (bis 1920 Lăpușu Unguresc; bis 1993 Tîrgu Lăpuș; deutsch Ungarisch-Laposch, ungarisch Magyarlápos) ist eine Stadt im Kreis Maramureș in Rumänien.
Der Ort ist auch unter der deutschen Bezeichnung Eberfeld bekannt.

## Lage
Târgu Lăpuș liegt im Norden Siebenbürgens am Fluss Lăpuș. Die Kreishauptstadt Baia Mare befindet sich etwa 30 km nordwestlich.

## Geschichte
1291 wurde der Ort – der damals zum Königreich Ungarn gehörte – unter der Bezeichnung Lapus erstmals erwähnt. Er entwickelte sich zum ökonomischen Zentrum des Laposcher Landes (Țara Lăpușului). Târgu Lăpuș wurde vorwiegend von Ungarn geprägt, während in den heute teilweise eingemeindeten Dörfern der Umgebung (Ausnahme: Dămăcuseni/Domokos) nahezu ausschließlich Rumänen lebten. Siebenbürger Sachsen spielten hier im Gegensatz zu vielen anderen Regionen Siebenbürgens kaum eine Rolle. 1968 wurde Târgu Lăpuș zur Stadt erklärt.
Heute sind Land- und Forstwirtschaft sowie die Holzverarbeitung die wichtigsten Wirtschaftszweige.

## Bevölkerung
1850 lebten auf dem Gebiet der heutigen Stadt 7884 Menschen, davon 1529 in Târgu Lăpuș und 6355 in den heute eingemeindeten Orten. 5745 hiervon bezeichneten sich als Rumänen, 1700 als Ungarn, 262 als Juden und 105 als Roma. In der Folge stieg der Anteil der Rumänen an, wohingegen derjenige der Ungarn sank. Bei der Volkszählung 2002 wurden 13.355 Einwohner registriert, davon 5844 in Târgu Lăpuș und 7511 in den eingemeindeten Dörfern. 11.548 waren Rumänen, 1659 Ungarn und 140 Roma.
Die Bemühungen, die schulische Ausgrenzung der Roma-Kinder in Târgu Lăpuș zu überwinden, behandelt der 2011 fertiggestellte Dokumentarfilm „Our School“ von Mona Nicoară und Miruna Coca-Cozma.

## Verkehr
Târgu Lăpuș hat keinen Eisenbahnanschluss. Die Stadt liegt an dem noch nicht durchgehend ausgebauten Drum național 18B (Stand 2020). Es bestehen regelmäßige Busverbindungen nach Baia Mare.

## Sehenswürdigkeiten
- Die Holzkirche Sf. Arhangheli im Ortsteil Rogoz (1663 in Suciu de Sus errichtet), wurde 1883 hier aufgestellt; ist UNESCO-Welterbestätte.[9]
- Kloster Sfânta Ana im Ortsteil Rohia (1926)
- Römisch-katholische Kirche (1752)
- Talschlucht Cheile Lăpușului

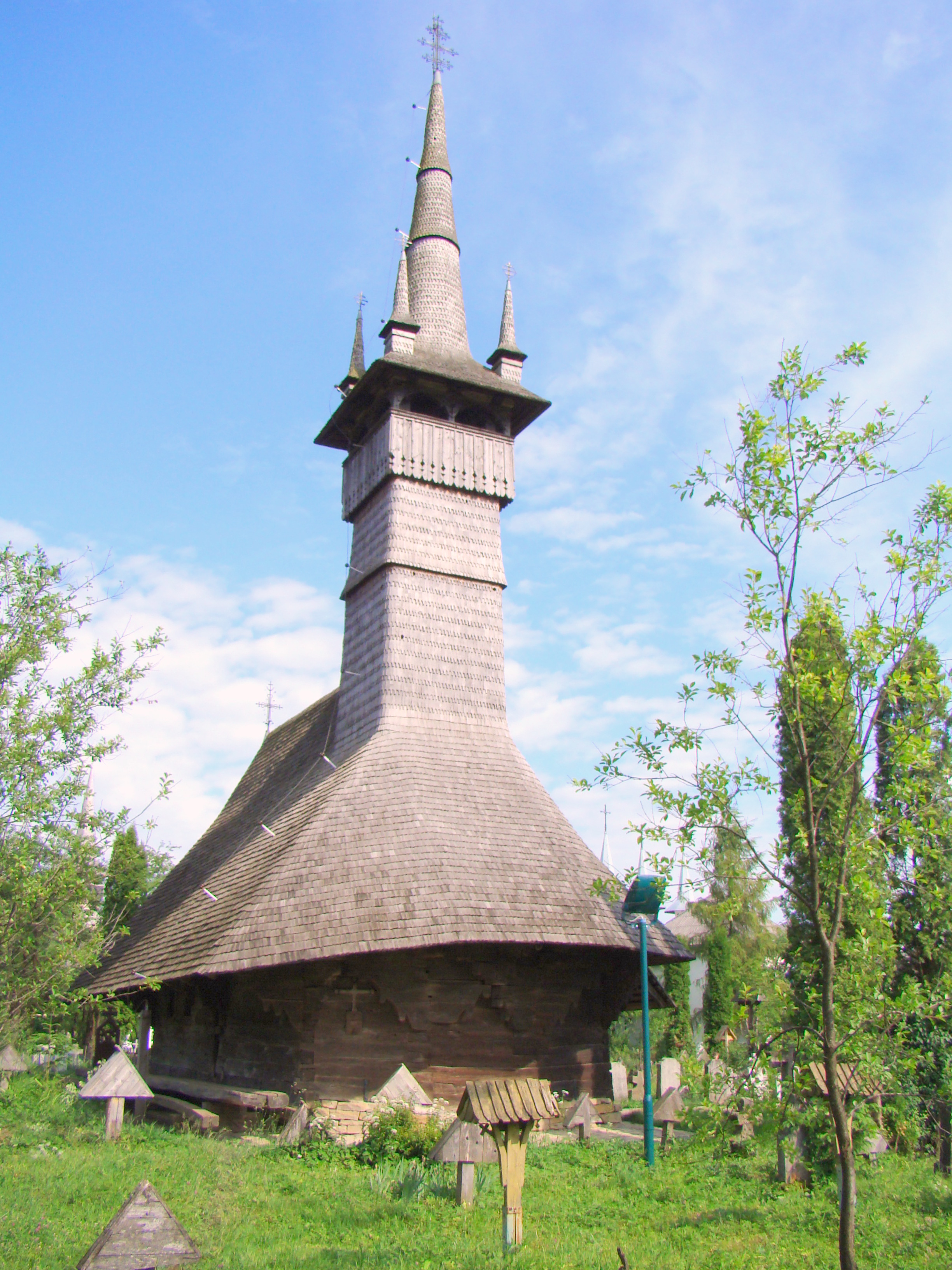
Holzkirche in Rogoz
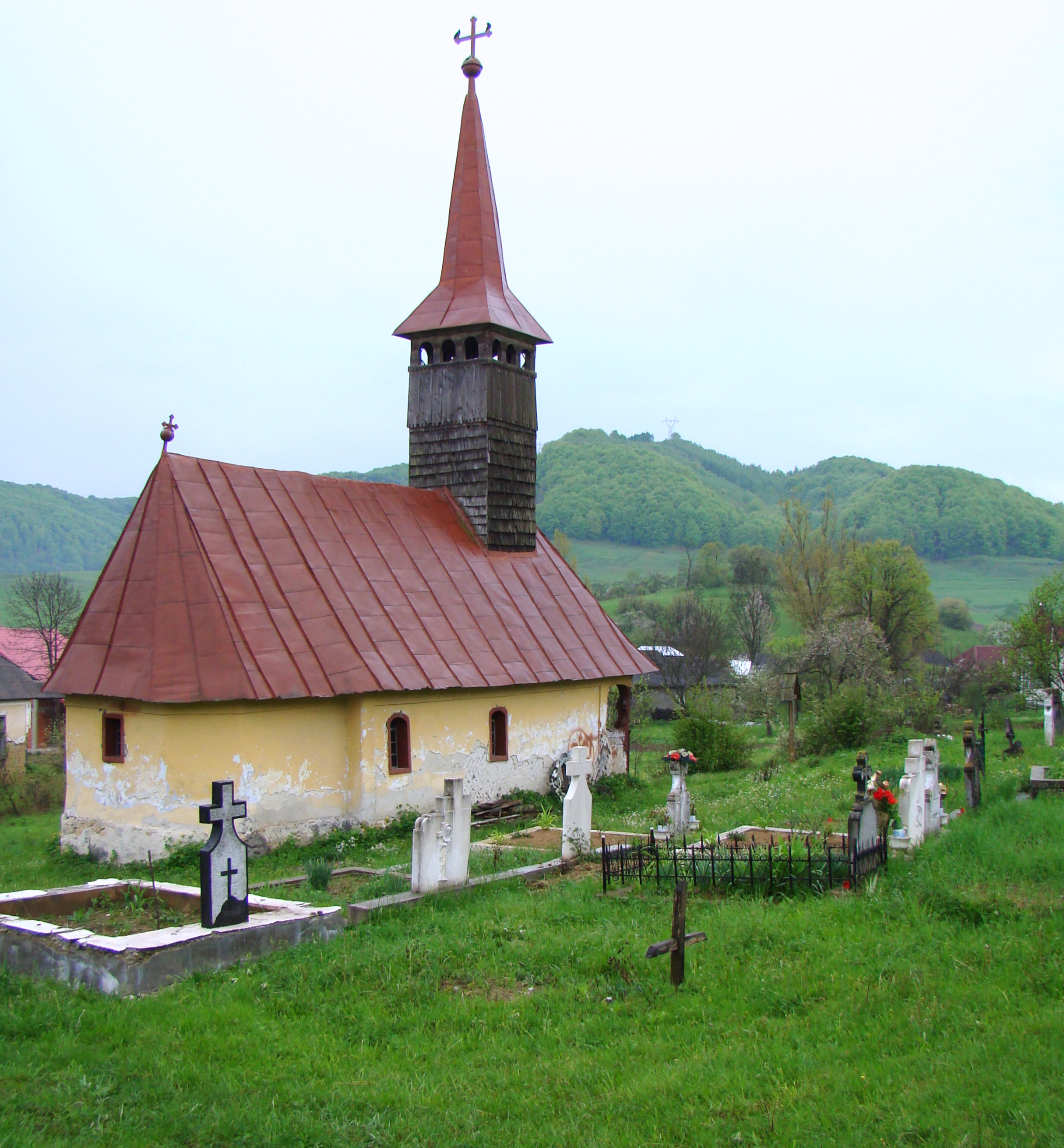
Kirche in Fântânele
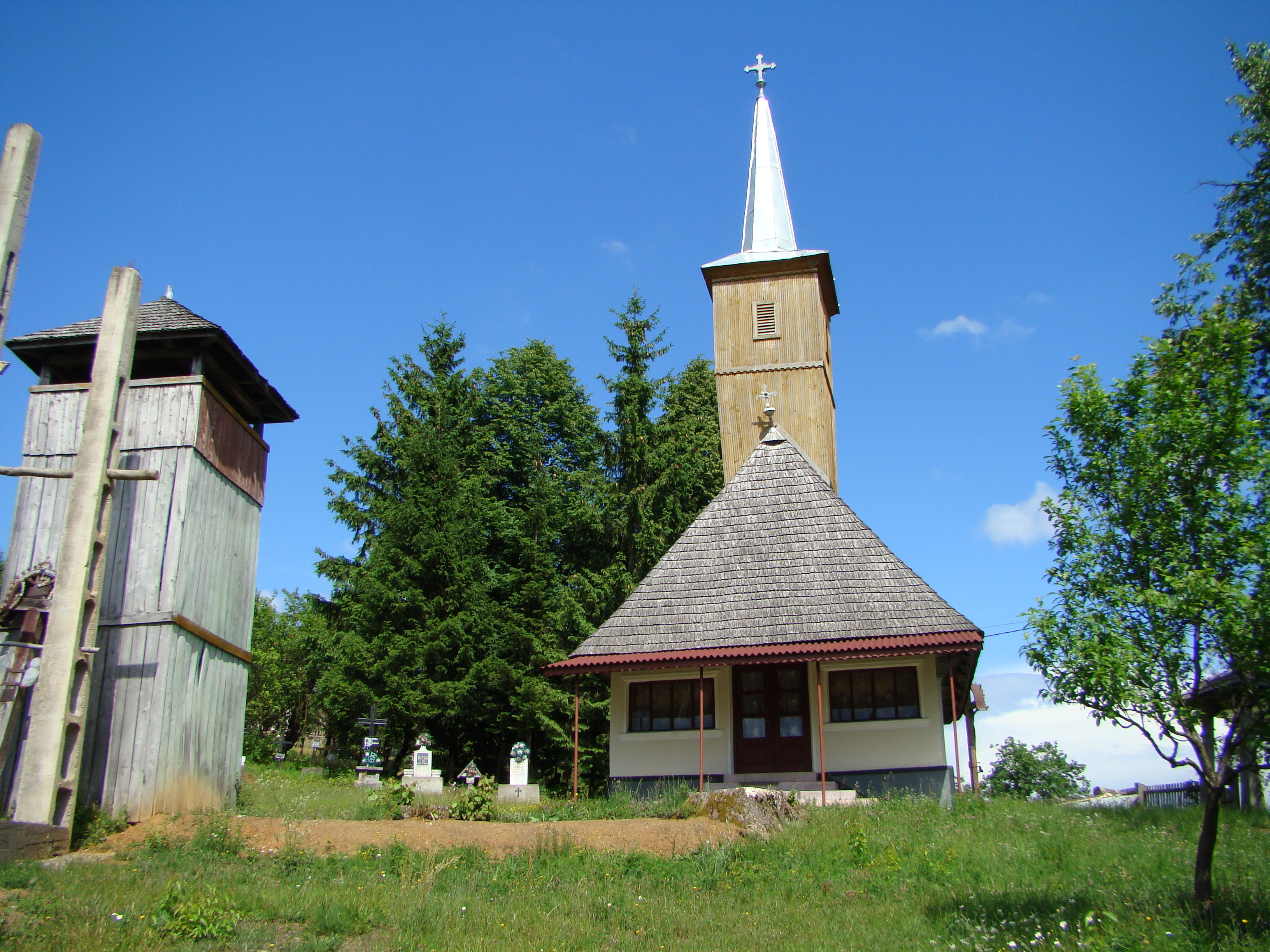
Holzkirche in Groape
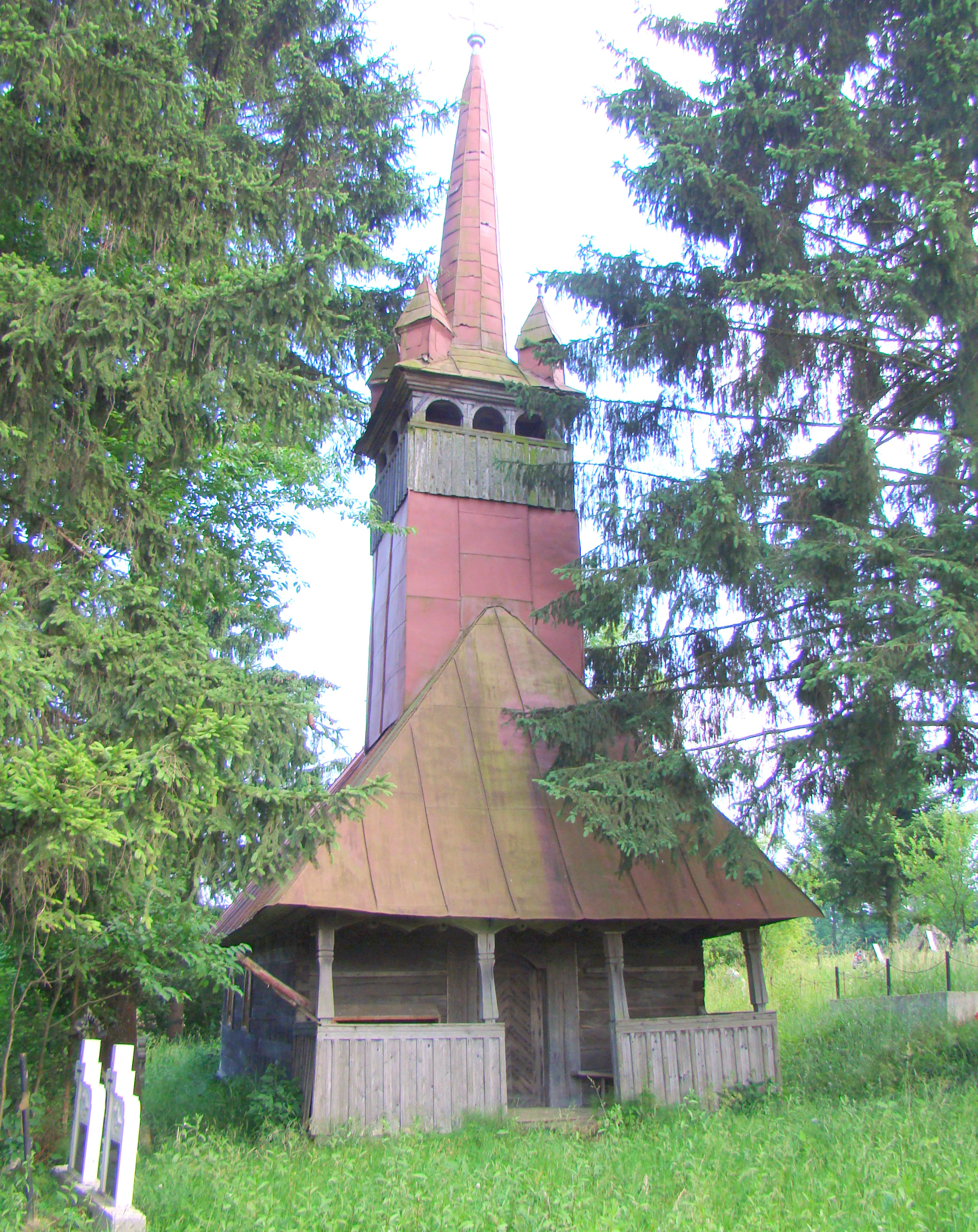
Holzkirche in Dumbrava
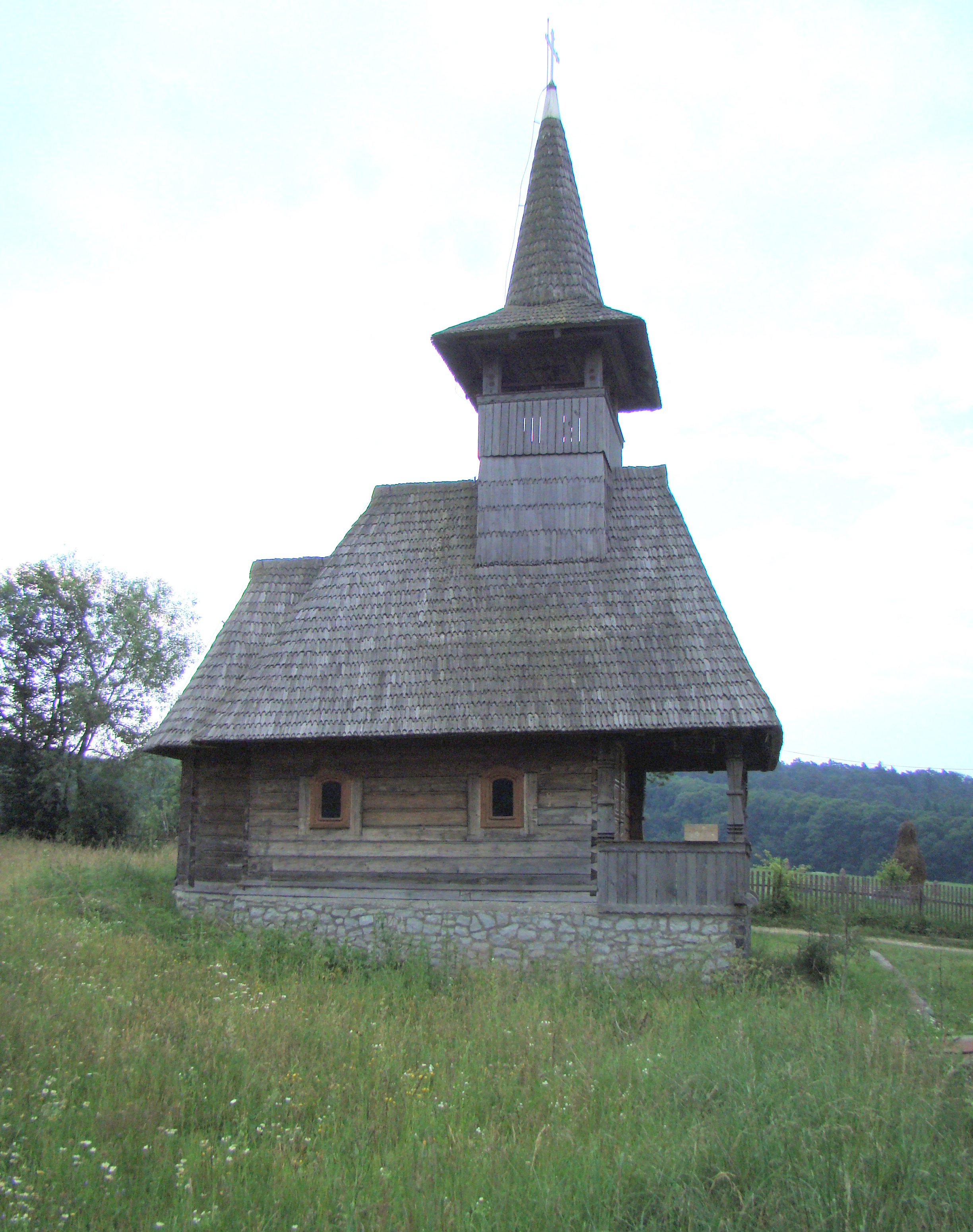
Holzkirche in Stoiceni